# 福田辰五郎

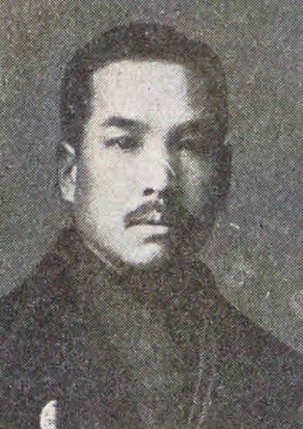
福田辰五郎

福田 辰五郎（ふくだ たつごろう、明治2年10月1日（1869年11月4日） - 大正7年（1918年）8月5日）は、衆議院議員（維新会→新政会）、弁護士。旧姓・丸山。

## 経歴
武蔵国入間郡南畑村（現在の埼玉県富士見市）出身。自由民権運動活動家で埼玉県会議員・衆議院議員の福田久松の養子となる。1890年（明治23年）、東京高等商業学校（現在の一橋大学）を卒業し、翌年には東京法学院（現在の中央大学）を卒業。高等文官試験に合格して、前橋地方裁判所検事に任命された。1894年（明治27年）、横浜地方裁判所上席検事に昇進した。1898年（明治31年）、司法大臣曾禰荒助の勧めでアメリカ合衆国に留学した。アメリカではイェール大学・コロンビア大学で学び、博士号を取得した。1902年（明治35年）に帰国した後は、官を辞して弁護士を開業した。
1917年（大正6年）、第13回衆議院議員総選挙に出馬し、当選した。